# Otto Bänninger

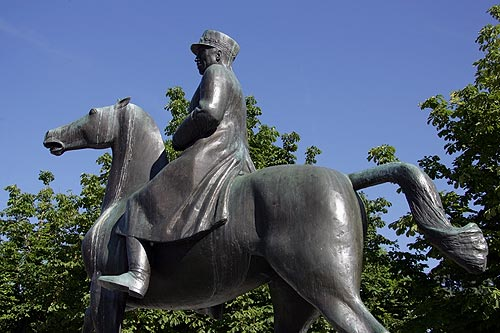
Statue du Général Henri Guisan sur la place du Général Guisan à Ouchy (Lausanne), réalisée par Bänninger en 1967.

Otto Bänninger, né le 24 janvier 1897 à Zurich et mort dans la même ville le 15 mai 1973 , est un sculpteur suisse.

## Biographie
Fils de Friedrich Bänninger, instituteur, il entra en apprentissage pendant cinq années chez Franz Wanger, sculpteur dans sa ville natale. Arrivé à Paris, il s'inscrit à l'Académie de la Grande Chaumière en 1920. Il sera praticien chez Antoine Bourdelle, tout comme son compatriote Arnold Geissbuhler (1897-1983).
En 1926, Antoine Bourdelle accueille dans son atelier une jeune élève, Germaine Richier : elle et Bänninger se marieront le 12 décembre 1929. En 1933, le couple s'installe avenue de Châtillon à Paris, dans le 14e arrondissement.
Au décès de Bourdelle en 1929, il achève les travaux en cours de ce dernier. 
En 1939, à la déclaration de la Seconde Guerre mondiale, le couple est en Suisse et ils s'installent à Zurich au 157 Bergstrasse. La paix revenue, son épouse retourne seule en France. Il épousera Johanna Stern en secondes noces en 1953. 

## Collections publiques
- Zurich
  - Schweizerische Landesausstellung : Knabe mit Pferd (œuvre détruite)
  - Samaritains (1931), groupe pour la fontaine du Limmathaus
  - Universitätsspital : Der Genesende (1946-1948)
- Bâle : Batch
- Olten : Groupe Remonte (1957-1961)
- Grossmünster : Monument à Heinrich Bullinger (1939-1940), statue équestre en bronze
- Abbaye de Schaffhouse : Entrée du Christ à Jérusalem (1957), bas-relief en bronze pour la porte de l'église abbatiale
- Lausanne : Monument à Henri Guisan (1967)
- Paris
  - Musée Bourdelle : Buste d'Antoine Bourdelle (1930-1932), plâtre
- Pays-Bas
  - Eindhoven : Cheval sur Anne Frakplantsoen (1954), sculpture volée en 2010

## Prix
- Prix de la Biennale de Venise de 1942
- Prix des beaux-arts de Zürich, 1956

## Expositions
- Biennale de Venise de 1942

## Sources
- Tapan Bhattacharya, « Bänninger, Otto Charles » dans le Dictionnaire historique de la Suisse en ligne, version du 1er mai 2001.
- « Otto Bänninger », sur SIKART Dictionnaire sur l'art en Suisse.